# Krzysztof Kwiatkowski (aktor)
Krzysztof Kwiatkowski (ur. 19 maja 1986 w Krakowie) – polski aktor teatralny, telewizyjny i filmowy.

## Życiorys

### Edukacja
Jest synem producenta muzycznego i teatralnego Leszka Kwiatkowskiego. Ukończył naukę w VIII Liceum Ogólnokształcącym im. Stanisława Wyspiańskiego w Krakowie oraz w Państwowej Wyższej Szkole Teatralnej im. Ludwika Solskiego w Krakowie (2009).

### Kariera
W 2006 występował w zespole Chris Peter Band. W tym samym roku zadebiutował na profesjonalnej scenie teatralnej, występując u boku Jerzego Stuhra i Jerzego Treli w spektaklu Sylviane Dupuis Drugi upadek albo Godot, Akt III w reżyserii Jacka Jabrzyka. W 2009 zadebiutował na scenie warszawskiego Teatru Studio główną rolą Genezypa Kapena w sztuce Witkacego Nienasycenie w reżyserii Tomasza Hynka. W krakowskim Teatrze Stu zagrał w spektaklach reżyserowanych przez Krzysztofa Jasińskiego: Istvana Sentmichalyę w Sonacie Belzebuba Witkacego, tytułowego bohatera Hamleta Williama Shakespeare’a, Poetę w Weselu Stanisława Wyspiańskiego, Jakuba w Akropolis, Konrada w arcydramacie Wyzwolenie i Emcee – Mistrza Ceremonii w musicalu Cabaret. W 2013, w ramach jubileuszu 100-lecia istnienia Teatru Polskiego w Warszawie, zagrał tytułową rolę w spektaklu Zygmunta Krasińskiego Irydion w reżyserii Andrzeja Seweryna. W 2015 dołączył do zespołu Teatru Polskiego im. Arnolda Szyfmana w Warszawie.

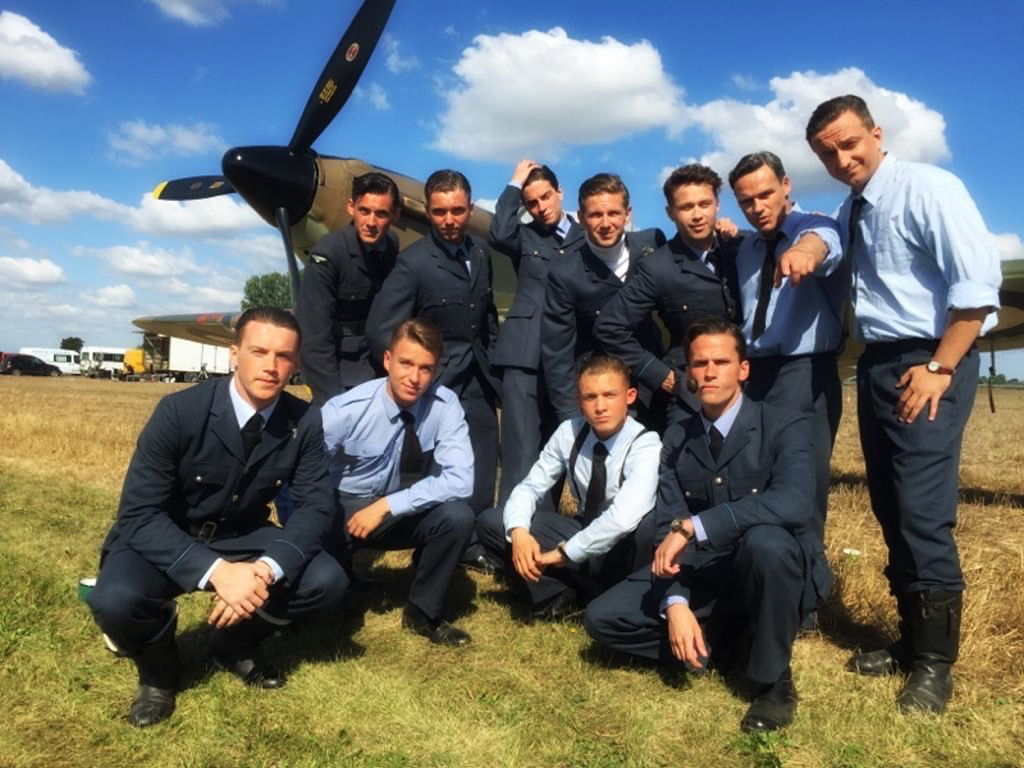
Kwiatkowski (pierwszy po lewej w drugim rzędzie) na planie filmu Dywizjon 303. Historia prawdziwa

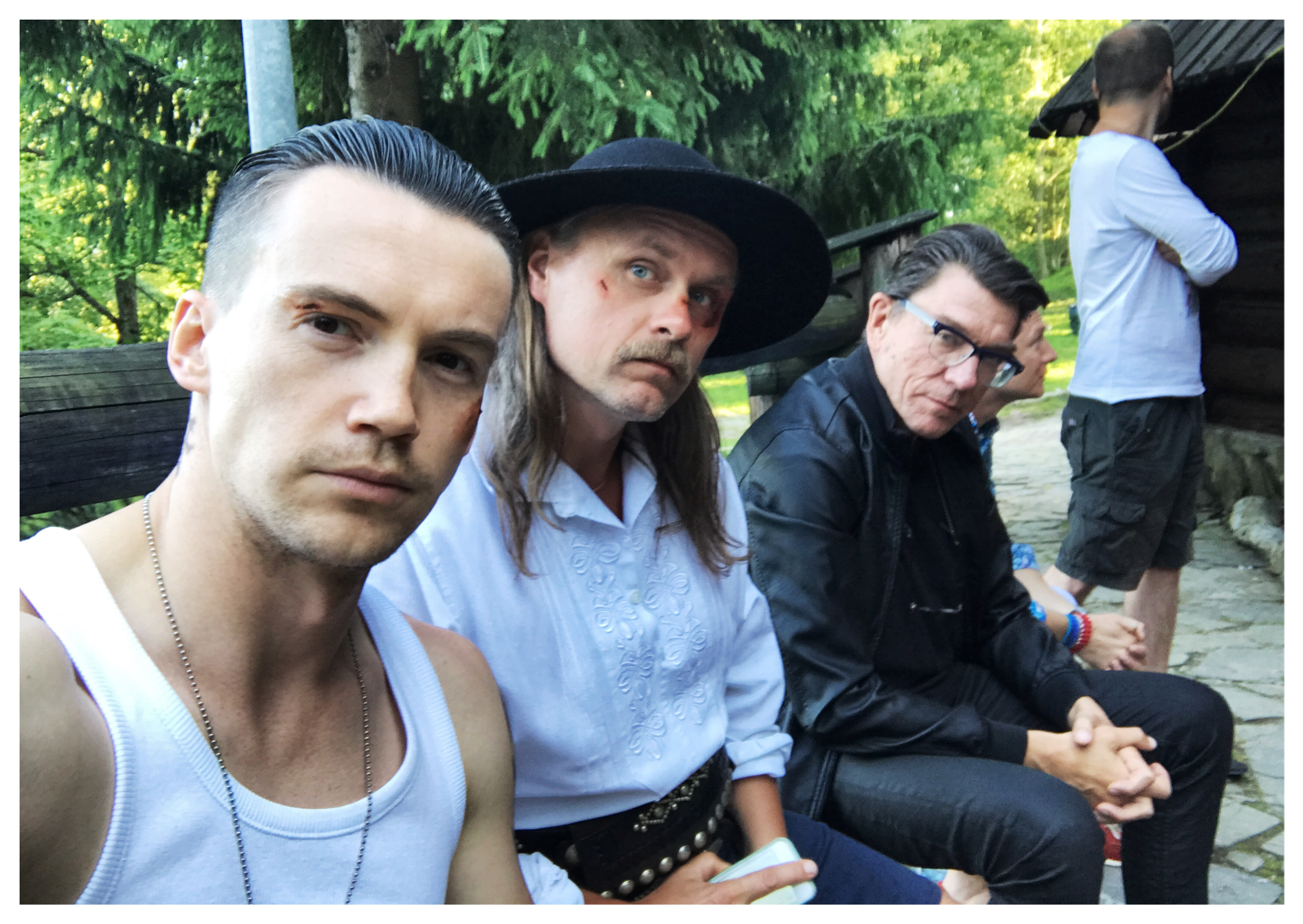
Kwiatkowski na planie filmu Futro z misia

Na szklanym ekranie zadebiutował w 2010 rolą Artura Górskiego, recepcjonisty w czterogwiazdkowym hotelu w serialu Hotel 52, który przyniósł mu ogólnopolską popularność. Następnie zagrał w wielu innych serialach telewizyjnych, m.in.: Prosto w serce (2011), Pierwsza miłość (2013–2017), Na dobre i na złe (2014–2016) i M jak miłość (od 2017).
Wiosną 2017 zajął szóste miejsce w siódmej edycji programu Twoja twarz brzmi znajomo, emitowanego w telewizji Polsat.
W 2021 wystąpił w roli Adama Mickiewicza w widowisku telewizyjnym pt. Zakochany Mickiewicz reżyserowanym przez Marcina Kołaczkowskiego.

## Teatr
PWST w Krakowie
- 2008: Sędziowie jako sędzia (reż. Jerzy Stuhr)
- 2008: Iwona, księżniczka Burgunda jako Szambelan (reż. Małgorzata Hajewska-Krzysztofik)
- 2009: Mewa jako Borys Aleksiejewicz Trigorin (reż. Natalia Sołtysik)

Teatr Studio w Warszawie
- 2009: Nienasycenie jako Genezyp Kapen (reż. Tomasz Hynek)

Teatr Stu w Krakowie
- 2009: Sonata Belzebuba jako Istvan Sentmichalyi (reż. Krzysztof Jasiński)
- 2011: Hamlet jako Hamlet (reż. Krzysztof Jasiński)
- 2012: Wyzwolenie jako Konrad (reż. Krzysztof Jasiński)
- 2013: Wesele jako Poeta (reż. Krzysztof Jasiński)
- 2014: Akropolis jako Jakub (reż. Krzysztof Jasiński)
- 2016: Raj jako Kienz (reż. Krzysztof Pluskota)
- 2018: Wiedźmy wg Szekspira jako Makbet, Romeo (reż. Krzysztof Jasiński)
- 2019: Cabaret jako Emcee – Mistrz Ceremonii (reż. Krzysztof Jasiński)
- 2021: Trzy Siostry jako Mikołaj Tuzenbach (reż. Krzysztof Jasiński)

Teatr Polski w Warszawie
- 2013: Irydion  jako Irydion (reż. Andrzej Seweryn)
- 2014: Król Lear jako Edmund (reż. Jacques Lassalle)
- 2015: Thermidor jako Antoine Louis de Saint-Just (reż. Edward Wojtaszek)
- 2016: Dożywocie jako Leon Birbancki (reż. Filip Bajon)
- 2016: Szkoda, że jest nierządnicą jako Bergetto (reż. Dan Jemmett)
- 2016: Cygan w Polskim. Życie jest piosenką (reż. Jacek Cygan)
- 2017: Karol jako Wnuczek (reż. Jerzy Schejbal)
- 2017: Pożar w Burdelu: Ucieczka z Kina Polskość jako Michalina Wisłocka-Curie (reż. Michał Walczak)
- 2018: Na pełnym morzu jako listonosz (reż. Szymon Kuśmider)
- 2018: Pożar w Burdelu: Duchy. Musical spirytystyczny jako Misza Waszyński (reż. Michał Walczak)
- 2018: Król jako Andrzej Ziembiński (reż. Monika Strzępka)
- 2018: Żołnierz królowej Madagaskaru jako Kazio Mazurkiewicz (reż. Krzysztof Jasiński)
- 2019: Borys Godunow jako Gawriła Puszkin (reż. Peter Stein)
- 2019: Dziady jako Senator Mikołaj Nowosilcow (reż. Janusz Wiśniewski)
- 2020: Mąż i Żona jako Alfred (reż. Jarosław Kilian)
- 2021: M.G. jako Mężczyzna Wewnątrz Swojego Marzenia (reż. Monika Strzępka)
- 2021: Słowo jest Ogień jako Cyprian Kamil Norwid (reż. Szymon Kuśmider)
- 2022: Don Juan[8][9] jako Don Juan (reż. Piotr Kurzawa)
- 2022: Awantura w Chioggi[10] jako Koadiutor Isidoro (reż. Edward Wojtaszek)
- 2023: Mały Książę jako Pijak, Lis (reż. Konrad Dworakowski)[11]
- 2023: Antygona jako Hajmon (reż. Piotr Kurzawa)
- 2024: Opowieść Wigilijna jako Pomocnik - Bob Cratchit (reż. Wojciech Czerwiński)
- 2025: Aktorzy w dobrej wierze.Próba jako Erast/Lucidor (reż. Edward Wojtaszek)

Teatr Kwadrat w Warszawie
- 2019: Wrócę przed północą jako Greg Sanderson (reż. Marcin Sławiński)

Mazowiecki Teatr Muzyczny im. Jana Kiepury
- 2023: Dla Ciebie śpiewałem jako Wielbiciel starych fotografii (reż. Beata Redo-Dobber)[12]

## Filmografia

### Filmy
- 2010: Koniec świata jako Miłosz
- 2015: Multifrenia jako Marcel
- 2016: Ring Wolny jako Walter Dunning
- 2018: Dywizjon 303. Historia prawdziwa jako Mirosław „Ox” Ferić
- 2019: Pan T. jako Złotowłosa
- 2019: Futro z Misia jako „Śruba”

### Seriale telewizyjne
- 2010–2013: Hotel 52 jako recepcjonista Artur Górski
- 2011: Prosto w serce jako „Żonkil” (odc. 68–70, 79–84)
- 2011: Układ warszawski jako Łukasz Jędrzejczak (odc. 6)
- 2013–2017: Pierwsza miłość jako doktor Natan Wójcik, były narzeczony Sabiny Weksler
- 2014: Piąty Stadion jako podrywacz (odc. 128)
- 2014: Przekraczając granice (tyt. oryg. Crossing Lines) jako Lech Sikora (odc. 6 seria 2)
- 2014–2016: Na dobre i na złe jako doktor Jan Stanisławski
- 2015: Prokurator jako doktor Żmigrodzki (odc. 10)
- 2016: Ojciec Mateusz jako Klaudiusz Maciak (odc. 204)
- od 2017: M jak miłość jako podinspektor Jakub Karski
- 2018: Komisarz Alex jako Wiktor Biegański (odc. 132)
- 2019: Stulecie Winnych jako Kajetan Winny (odc. 1–5)
- 2019: Cień jako Mikołaj „Mały” Małecki[13]

### Teatr Telewizji
- 2020: Negocjator jako Książę Eugeniusz Lubomirski (reż. Jarosław Żamojda)

### Radio
- 2024: Eryk XIV jako Maks (reż. Janusz Kukuła)[14]
- 2024: Lord Jim jako Lord Jim (reż. Janusz Kukuła)[15]
- 2022: Sonety krymskie. Poetycki dziennik podróży[16] jako Pielgrzym (reż. Dariusz Błaszczyk)
- 2022: Bardzo długi marzec jako Narrator (Cykl "To się czyta" - Program Drugi Polskiego Radia)[17]
- 2021: Senat Szaleńców jako Homoerotyk (reż. Tomasz Man)[18]
- 2021: Dziady cz. 1 jako Gustaw (reż. Andrzej Seweryn)[19]
- 2021: Emigranci jako AA (reż. Karolina Przystupa)
- 2021: Cywilizacja Komunizmu jako Narrator (Cykl "To się czyta" - Program Drugi Polskiego Radia)
- 2020: Moliere, czyli zmowa świętoszków jako Król Ludwik XVI (reż. Michał Wdowiak)
- 2020: Wierna rzeka jako Józef Odrowąż (reż. Anna Skuratowicz)
- 2018: Czy będziesz moim tatą? jako Janusz, syn Jerzego (reż. Roman Dziewoński)
- 2016: Hamlet jako Hamlet[20] (reż. Anna Wieczur-Bluszcz)

### Audiobook
- 2022: Świat bez końca[21] jako Thomas  (reż. Szymon Kuśmider)
- 2016: Sieć. Ostatni bastion SS[22] (reż. Bogusław Wołoszański)

### Polski dubbing
- 2024: Rebel Moon - część 2: Zadająca rany jako Kasjusz
- 2023: Rebel Moon - część 1: dziecko ognia jako Kasjusz
- 2022: Star Wars: Księga Boby Fetta jako Mok Shaiz (odc. 2)
- 2017: Vampirina jako Frankenstein (odc. 26a)
- 2010: Księżniczka z krainy słoni jako Travis (odc. 17, 18)

## Nagrody
- 2010: wyróżnienie w kategorii Najlepszy aktor w „Rankingu aktorów serialowych” magazynu „Film” za rolę Artura Górskiego w serialu Hotel 52[23]
- 2010: wyróżnienie w kategorii Nadzieje w „Subiektywnym spisie aktorów” tygodnika „Polityka” za rolę Genezypa Kapena w spektaklu Nienasycenie[24]
- 2010: wyróżnienie w kategorii Najlepszy aktor w „Przewodniku po aktorach” portalu „Dziennik Teatralny” za rolę Genezypa Kapena w spektaklu Nienasycenie
- 2013: wyróżnienie w kategorii Najlepszy aktor w sezonie 2012/2013 portalu „Teatr dla Was” za rolę Irydiona w spektaklu Irydion
- 2020: wyróżnienie w kategorii Najlepszy aktor w sezonie 2019/2020 miesięcznika "Teatr" za rolę Senatora Mikołaja Nowosilcowa w spektaklu Dziady[25]
- 2022: wyróżnienie w kategorii Najlepsza rola męska w rankingu "Najlepszy, najlepsza, najlepsi w sezonie 2021/2022" miesięcznika "Teatr" za rolę Don Juana w spektaklu Don Juan i Koadiutora w spektaklu Awantura w Chioggi[26]